# Bradycneme draculae
Bradycneme (il cui nome significa "gamba massiccia di Dracula", in riferimento al luogo del ritrovamento in Romania) è un genere estinto di dinosauro teropode alvarezsauride vissuto nel Cretaceo superiore (Maastrichtiano, circa 70 milioni di anni fa), in quella che all'epoca era l'Isola di Hateg, nell'attuale Romania. Gli unici resti conosciuti, BMNH A1588, rappresentano i resti parziali di una zampa posteriore, e per questo venne considerato come un grosso gufo estinto lungo due metri.

## Etimologia
Il nome Bradycneme deriva dalle parole greche bradys (βραδύς) "lento, massiccio" e kneme (κνήμη) "gamba", poiché le ossa della zampa erano considerate massicce per essere appartenute a un gufo (come originariamente si pensava). L'epiteto di specie, draculae, deriva dalla parola rumena dracul ("drago"), ed è anche un riferimento al fatto che Bram Stoker, l'autore di Dracula il vampiro, avesse posto il castello del protagonista del romanzo nella zona del bacino di Hațeg, dove sono stati ritrovati i fossili.

## Classificazione
Questo animale è noto solo per i fossili parziali di una zampa posteriore. Inizialmente ascritti al presunto uccello pelecaniforme Elopteryx, questi resti vennero in seguito ridescritti come appartenenti a un gigantesco gufo del Cretaceo, denominato Bradycneme (Harrison & Walker, 1975); assieme a questi, altri resti precedentemente attribuiti ad Elopteryx vennero descritti come Heptasteornis. Pochi anni dopo (Brodkorb, 1978) Heptasteornis e Bradycneme vennero attribuiti ai dinosauri teropodi; data la frammentarietà dei fossili questi due generi (insieme a Elopteryx) sono stati via via posti in sinonimia, separati e ricongiunti in un unico esemplare svariate volte: in sostanza, esistono tre frammenti di femore e tre tibiotarsi che potrebbero appartenere a una, due o tre specie diverse.
Successivi studi Heptasteornis e Bradycneme sono stati considerati la stessa specie, ma nel 2004 Darren Naish ha illustrato come Heptasteornis potrebbe rappresentare il primo esemplare di alvarezsauride europeo; Bradycneme, invece, potrebbe essere un dromeosauride o un troodontide, così come Elopteryx.
Nelle più recenti valutazioni, sia Bradycneme sia Heptasteornis sono stati indicati come tetanuri basali, ma Darren Naish non ha seguito la sinonimia e propose Heptasteornis nuovamente come un alvarezsauride. In una classificazione del 2011, Tom Holtz assegnò anche Bradycneme alla famiglia degli alvareszauridae, insieme a Heptasteornis.